# 佐伯泰樹
佐伯 泰樹（さえき やすき、1952年5月28日 - ）は、日本のアメリカ文学者、翻訳家。東京工業大学教授。

## 人物
アメリカ文学者・佐伯彰一の子として富山県に生まれる。1975年東京大学英文科卒、1978年同大学院修士課程修了、東工大助手、東工大助教授を経て、東工大外国語教育センター教授。1994年、トマス・ピンチョン『重力の虹』の共訳によりBABEL国際翻訳大賞日本翻訳大賞受賞。
沼澤洽治は師匠であり共編した『笑いの新大陸 アメリカ・ユーモア文学傑作選』の訳者後書きには「翻訳上の師弟共演」と書かれている。

## 著書
- 『ベースボール創世記』（新潮社、新潮選書） 1998
- 『アメリカ太平記 歴史の転回点への旅 1845』（中央公論社、中公叢書） 2001
- 『ベースボールのアルケオロジー ボール遊びから大リーグへ』（悠書館） 2014

## 翻訳
- 『欲望学教授』（フィリップ・ロス、集英社） 1983
- 『解き放たれたザッカーマン』（フィリップ・ロス、集英社） 1984
- 『精神の生態学』上（グレゴリー・ベイトソン、高橋和久, 佐藤良明共訳、思索社） 1986
- 『笑いの新大陸 アメリカ・ユーモア文学傑作選』（沼沢洽治共編訳、白水社、白水社Uブックス） 1991
- 『フィッツジェラルド短篇集』（フィッツジェラルド、岩波書店、岩波文庫） 1992
- 『重力の虹』（トマス・ピンチョン、越川芳明, 植野達郎, 畠山秀明共訳、国書刊行会） 1993年
- 『ふしぎな山からの香り』（ロバート・O・バトラー、集英社） 1995
- 『ピーター・パン』（ジェイムズ・M・バリ、中央公論社） 1995